# Список символов штата Аризона

Расположение штата Аризона на территории США

Ниже приведён список символов штата Аризона. Большинство символов было выбрано и одобрено в XX веке. Первым из них стал девиз, принятый вскоре после образования территории Аризона в 1864 году. Последним принятым в 2011 году символом стал револьвер Colt Single Action Army. Аризона стала вторым штатом, после Юты с их M1911, имеющим в своих символах огнестрельное оружие. Пятнадцать символов представлены на выставке в музее капитолия Аризоны[A].

## Список символов

### Общие
| Тип         | Символ                                        | Описание | Год принятия | Изображение    | Ссылка            |
| ----------- | --------------------------------------------- | --- | ------------ | -------------- | ----------------- |
| Флаг        | Флаг Аризоны                                  | Прямоугольное полотнище, разделённое на две равные части. Верхняя часть состоит из 13 лучей красного и золотого цвета (цвета конкистадоров и флага Испании), представляющих 13 первоначальных округов штата, а также символизируя живописные закаты Аризоны. Нижняя часть флага синего цвета символизирует свободу. В центре флага помещена звезда медного цвета, которая символизирует медную горнодобывающую промышленность Аризоны. | 1917         | Флаг Аризоны   | [ 4 ]             |
| Печать      | Печать Аризоны                                | В кольце вокруг печати сверху помещена надпись «Большая Печать Штата Аризона», снизу размещена надпись 1912: год принятия территорией Аризона статуса штата. В центре печати размещён девиз на латыни «Господь Обогащает» (лат. Ditat Deus). На заднем плане изображён горный хребет и восход солнца над ним. | 1911         | Печать Аризоны | [ 5 ]             |
| Девиз       | лат. Ditat Deus (Господь Обогащает)           | — | 1864         | —              | [ 6 ]             |
| Прозвище[B] | Штат Большого Каньона Медный штат Штат Апачей | На территории штата расположен Большой каньон В Аризоне добывают медную руду На территории Аризоны в резервациях проживают племена апачей | Традиционное | —              | [ 7 ] [ 8 ] [ 8 ] |

### Флора и фауна
| Тип           | Символ                                                            | Год принятия | Изображение                       | Ссылка |
| ------------- | ----------------------------------------------------------------- | ------------ | --------------------------------- | ------ |
| Цветок        | Сагуаро (Carnegiea gigantea)                                      | 1931         | Карнегия                          | [ 9 ]  |
| Дерево        | Парконсония цветущая (Parkinsonia florida)                        | 1954         | Parkinsonia florida               | [ 10 ] |
| Земноводное   | Сонорская квакша Hyla eximia[C]                                   | 1986         | Сонорская квакша                  | [ 11 ] |
| Птица         | Обыкновенный кактусовый крапивник Campylorhynchus brunneicapillus | 1973         | Обыкновенный кактусовый крапивник | [ 12 ] |
| Бабочка       | Papilio multicaudata                                              | 2001         | Papilio multicaudata              | [ 13 ] |
| Рыба          | Форель Апачей Oncorhynchus apache[D]                              | 1986         |                                   | [ 10 ] |
| Млекопитающее | Североамериканский какомицли Bassariscus astutus[E]               | 1986         | Какомицли                         | [ 14 ] |
| Рептилия      | Гребненосый гремучник Crotalus willardi willardi[F]               | 1986         | Гребненосый гремучник             | [ 15 ] |

### Геология
| Тип      | Символ                    | Год принятия         | Изображение   | Ссылка |
| -------- | ------------------------- | -------------------- | ------------- | ------ |
| Фоссилии | Araucarioxylon arizonicum | 1988                 |               | [ 16 ] |
| Минерал  | Бирюза                    | 1974                 | Бирюза        | [ 17 ] |
| Минерал  | Огненный агат             | Неофициальный символ | Огненный агат | [ 18 ] |
| Почва    | Каса-Гранде               | Неофициальный символ |               | [ 19 ] |

### Культура
| Тип                  | Символ                          | Год принятия | Изображение             | Ссылка        |
| -------------------- | ------------------------------- | ------------ | ----------------------- | ------------- |
| Цвета                | Оттенки синего и старого золота | 1915         |                         | [ 20 ]        |
| Огнестрельное оружие | Colt Single Action Army         | 2011         | Colt Single Action Army | [ 1 ]         |
| Галстук              | Галстук боло                    | 1973         |                         | [ 21 ]        |
| Песни                | Arizona March Song Arizona      | 1919 1982    |                         | [ 22 ] [ 23 ] |